# (73350) 2002 JT131
(73350) 2002 JT131 – planetoida z pasa głównego asteroid okrążająca Słońce w ciągu 3,53 lat w średniej odległości 2,32 j.a. Odkryta 9 maja 2002 roku.